# Michael Færk Christensen
Michael Færk Christensen (Hobro, Jutlàndia Septentrional, 14 de febrer de 1986) és un ciclista danès professional des del 2008 fins al 2010. També ha combinat amb el ciclisme en pista on va aconseguir una medalla de plata als Jocs Olímpics de Pequín en la prova de Persecució per equips, encara que només va participar en les rondes preliminars. També té dues medalles al Campionat del món de Persecució per equips.

## Palmarès en pista
- 2008
  -  Medalla d'argent als Jocs Olímpics de Pequín en Persecució per equips (amb Alex Rasmussen, Michael Mørkøv, Casper Jørgensen i Jens-Erik Madsen)
- 2009
  -  Campió del món de Persecució per equips (amb Alex Rasmussen, Casper Jørgensen i Jens-Erik Madsen)

## Palmarès en ruta
- 2006
  -  Campió de Dinamarca en Contrarellotge per equips.
- 2007
  - 1r al Chrono des Herbiers sub-23.
- 2008
  -  Campió de Dinamarca sub-23 en contrarellotge.